# Elda Cerrato
Elda Cerrato (Asti, 14 de octubre de 1930-Buenos Aires, 17 de febrero de 2023) fue una artista plástica, profesora e investigadora italiana nacionalizada argentina. Ganadora del premio Velázquez de Artes Plásticas el 21 de octubre de 2022.

## Trayectoria profesional
Fue una artista visual, que dedicó gran parte de su tiempo a la docencia. Su obra la desarrolló acerca de la memoria tanto personal como colectiva, Además de su visión esotérica que impregnó gran parte de su obra.
Llegó a Argentina con su familia siendo una niña. En Buenos Aires estudió bioquímica, al terminar la carrera optó por dedicarse al arte. En 1960, emigró a Caracas con su compañero, el músico experimental Luis Zubillaga. Se iniciaron en el mundo alternativo mediante búsquedas espirituales, esotéricas y filosóficas, entre ellas, la participación de los primeros grupos de la escuela de George Gurdjieff. En los años 60 se acercó además al psicoanálisis y estuvo vinculada al centro de investigación cultural Instituto Di Tella y más tarde al Centro de Arte y Comunicación (CAYC) en Buenos Aires.
Participó en la fundación del movimiento asociativo SUAP (Sindicato Único de Artistas Plásticos). En esa década de los años 60 se trasladó a vivir a Venezuela donde vivió muy vinculada al medio cultural de Caracas, especialmente, como integrante de grupo El Techo de la Ballena.
Sus períodos de residencia en Venezuela se extendieron entre 1960 y 1964 y desde 1977 hasta 1983.

### Ámbito académico
Cuando regresó a Argentina se dedicó a la enseñanza. Fue la profesora titular de la materia "Introducción al Lenguaje de las Artes Plásticas" de la Facultad de Filosofía y Letras de la Universidad de Buenos Aires (1986-2002). También fue docente en la Facultad de Arquitectura y Urbanismo (UBA) y en la Escuela de Arte del Departamento de Humanidades de la Universidad Central de Venezuela.
Posteriormente se desempeñó como profesora Titular Consulta en el Departamento de Artes e investigadora del Instituto de Historia del Arte Argentino y Latinoamericano de la Facultad de Filosofía y Letras de la Universidad de Buenos Aires; y consejera académica de otras universidades de Sudamérica.
Publicó artículos, produjo películas de artistas, participó en programas de radio e intervino como miembro de jurados académicos y de artistas en Argentina.
En 2015, en la Facultad de Filosofía y Letras de la Universidad de Buenos Aires publicó La memoria en los bordes, en donde se hizo una recopilación de sus archivos además de incluir textos de otras autoras e investigadoras.

## Exposiciones
En 2021, el Museo de Arte Moderno de Buenos Aires organizó una exposición antológica de su obra con el título El día maravilloso de los pueblos, en la que Cerrato recorrió una búsqueda personal, política y social. En esta exposición se presentó una selección de obras que abarcaba cincuenta años de producción realizada entre Buenos Aires, Tucumán y Caracas.
Con anterioridad había realizado exposiciones en el Museo de Bellas Artes de Caracas, Venezuela; el Museo de Arte de las Américas de Washington, D. C., EE. UU.; el Museo de Arte Moderno de Buenos Aires, y el Centro de Arte y Comunicación de Buenos Aires.
Desde 1962 participó en más de 150 exposiciones colectivas con pinturas, dibujos, collages, instalaciones y performances, incluidas ocho bienales internacionales, tanto en América como en Europa y Asia.       

## Premios
En 2019, recibió el premio Nacional a la Trayectoria Artística del Ministerio de Cultura de Argentina.
En 2022, con noventa y un años, recibió el premio Velázquez de Artes Plásticas que otorga el Ministerio de Cultura de España cada año a un artista iberoamericano. Al recibir la noticia del premio en su casa de Buenos Aires, respondió según cuenta el diario El Paísː «No entiendo por qué me lo dan». Dicho galardón es el de mayor relevancia en las Artes Plásticas en cuanto a prestigio profesional y está dotado económicamente con 100 000 euros.

## Fallecimiento
Falleció en Buenos Aires, a los noventa y dos años. Su velatorio se efectúa en el Centro Cultural Universitario Paco Urondo, dependencia de la Facultad de Filosofía y Letras de la Universidad de Buenos Aires, el mismo espacio donde se realizó su última exposición.